# Josef Rabl (Alpinist)
Josef Rabl (* 19. Jänner 1844 in Wien; † 29. August 1923 ebenda) war ein österreichischer Alpinist und Reisebuch−Autor.

## Leben
Josef Rabl arbeitete zunächst als Bankbeamter, wandte sich dann aber ungefähr ab seinem 30. Lebensjahr voll und ganz der alpinen Schriftstellerei zu. Zu Beginn war er in der Zeitschrift „Der Tourist“ tätig. Er verfasste in der Folge unzählige Fachartikel und Reiseführer. 1882 wurde er Ehrenbürger von Dölsach.
Legendär ist sein „Tauernbahnführer“ (1906), wo die Fahrten auf den „Neuen österreichischen Alpenbahnen“ erstmals detailliert geschildert wurden.
Im Alter war Rabl verarmt, krank und konnte nur durch die Hilfe von Freunden überleben.

## Schriften (Auswahl)
- Ill. Führer durch Oberösterreich. 1886
- Ill. Führer durch Böhmen. 1887
- Ill. Führer durch Kärnten. 1898
- Ill. Führer auf der Tauernbahn und ihren Zugangslinien. 1906
- Ill. Glockner-Führer. 1881
- Der Bergsteiger im Hochgebirge(gem. m. J.Meurer). 1893
- Die Entwicklung der Hochtouristik in den österreichischen Alpen(gem.m. G.Gröger). 1890
- Meine Lebenserinnerungen(mit Bildnis). 1923